# Les Femmes du général
Pour plus de détails, voir Fiche technique et Distribution.
Les Femmes du général (Waltz of the Toreadors) est une comédie britannique réalisé par John Guillermin, sortie en 1962. Il s'agit de l'adaptation de la pièce de théâtre de Jean Anouilh, La Valse des toréadors.

## Synopsis
Après une longue et glorieuse carrière militaire, le Général Leo Fitzjohn se retire dans son manoir du Sussex pour écrire ses mémoires. Il profite de son temps libre pour faire agir son pouvoir de séduction. Fou amoureux d'une femme depuis de nombreuses années, mais avec laquelle il n'a jamais pu conclure, il espère pouvoir enfin concrétiser cette passion. Mais pour cela, il devra contourner la méfiance de sa femme, bien-aimante mais un peu trop collante...

## Fiche technique
- Titre : Les Femmes du général

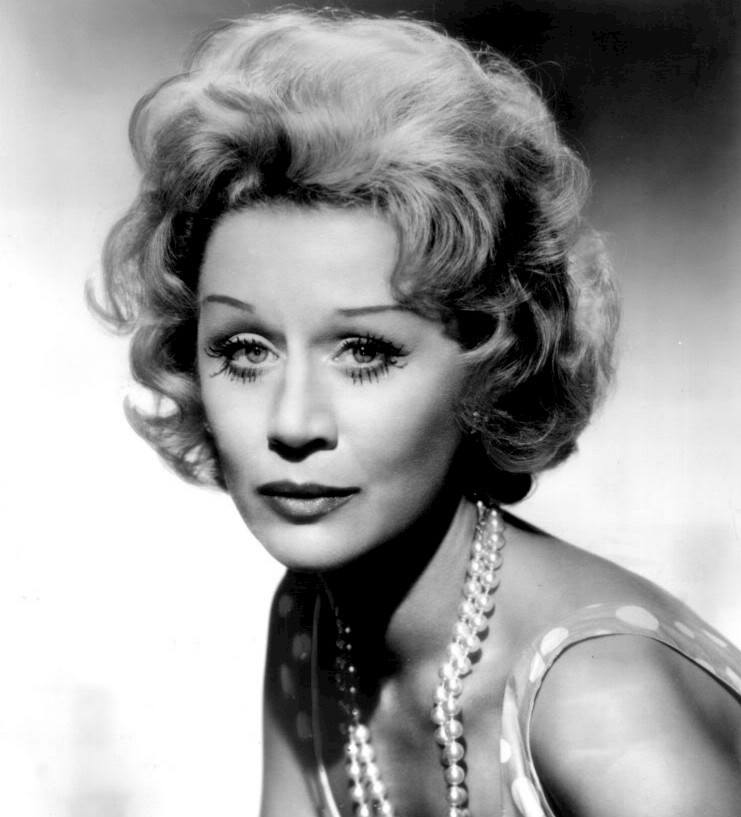
Margaret Leighton en 1959.

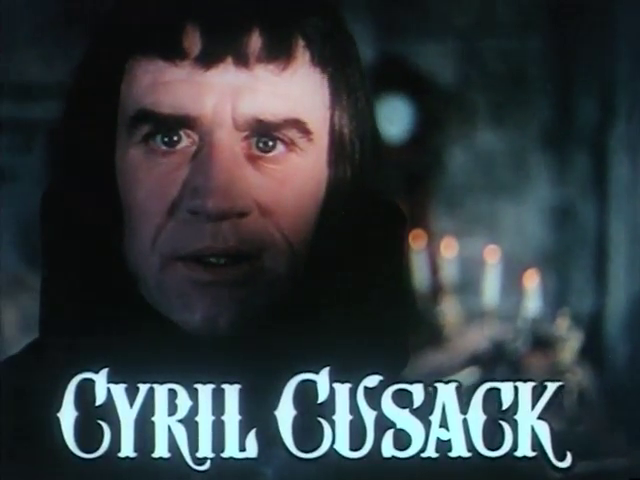
Cyril Cusack dans Le Chevalier de Londres (1950).

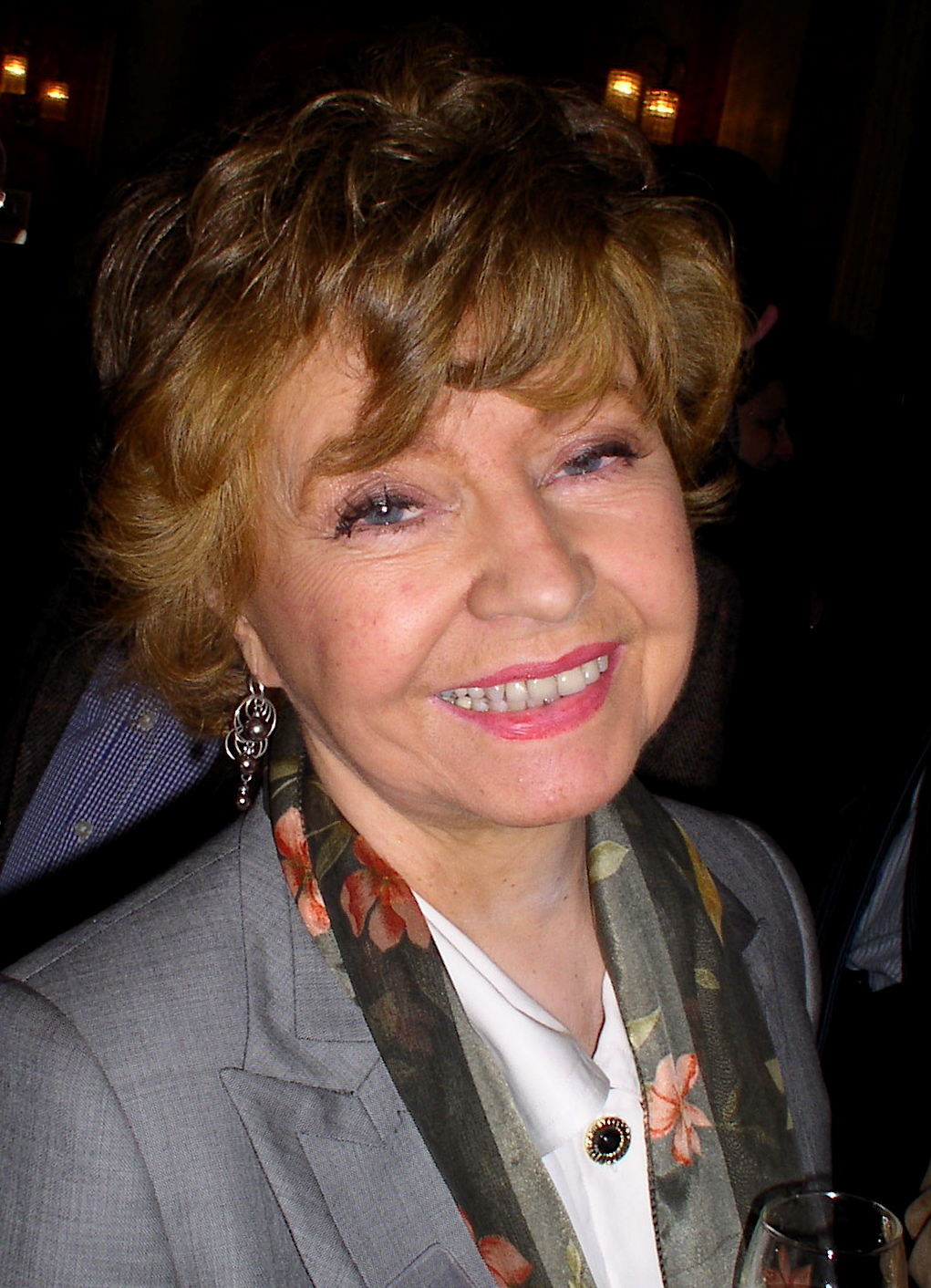
Prunella Scales en 2010.

- Titre belge : Mademoiselle et son dragon
- Titre original : Waltz of the Toreadors
- Réalisation : John Guillermin
- Scénario : Wolf Mankowitz (en), d'après La Valse des toréadors de Jean Anouilh, traduit par Lucienne Hill
- Décors : Harry Pottle (en)
- Costumes : Beatrice Dawson (en)
- Photographie : John Wilcox
- Montage : Peter Taylor
- Musique : Richard Addinsell
- Production : Peter de Sarigny (en)
  - Coproduction : Julian Wintle et Leslie Parkyn
- Sociétés de production : Julian Wintle / Leslie Parkyn Productions et Independent Artists
- Société de distribution : Continental Distributing
- Pays d’origine :  Royaume-Uni
- Genre : Comédie
- Durée : 104 minutes
- Dates de sortie :
  - Royaume-Uni : 12 avril 1962
  - États-Unis : 13 août 1962
  - France : 19 septembre 1962

## Distribution
- Peter Sellers (VF : Jean-Henri Chambois) : Général Leo Fitzjohn
- Dany Robin : Ghislaine
- Margaret Leighton : Emily Fitzjohn
- John Fraser : Lieutenant Robert Finch
- Cyril Cusack : Dr Grogan
- Prunella Scales : Estella Fitzjohn
- Denise Coffey (en) : Sidonia Fitzjohn
- Jean Anderson : Agnes
- Raymond Huntley : Ackroyd
- John Glyn-Jones : Jenkins
- John Le Mesurier : Révérend Grimsley